# Il guerriero alchemico
Il guerriero alchemico (武装錬金?, Busō renkin, lett. "L'arma alchemica") è un manga scritto e illustrato da Nobuhiro Watsuki, inizialmente serializzato come su Weekly Shōnen Jump e successivamente pubblicato in dieci tankōbon. Dal manga sono stati tratti un anime (realizzato da Xebec), due drama CD, due light novel disegnati da Watsuki stesso e scritti da sua moglie Kaoru Kurosaki e un libro guida. Il manga viene pubblicato in Italia nel marzo del 2009 da Panini Comics mentre l'anime è inedito.

## Trama
La storia inizia quando lo studente Kazuki Muto cerca di salvare una ragazza in una fabbrica abbandonata: vedendola in difficoltà para il colpo di un Homunculus, metà serpente e metà uomo, usando il suo stesso corpo come scudo e facendosi trafiggere il cuore. Ma grazie ad un'arma alchemica (Kakugane) di Tokiko Tsumura, la ragazza salvata precedentemente, il ragazzo riesce a tornare in vita pensando che sia stato solo un brutto sogno. L'incontro con altri mostri gli farà cambiare idea, e grazie all'alchimia che è stata usata per farlo tornare in vita ora può combattere i mostri alla pari. 
In seguito si scopre l'esistenza di due organizzazioni in perenne lotta fra esse i Guerrieri Alchemici e la L.X.E., ma quando quella malvagia viene sconfitta appare un essere supremo dormiente per secoli che semina la distruzione. Per lui il solo respirare porta alla morte delle persone che vi sono attorno, questo causerà un conflitto ideologico nel protagonista che lo farà schierare anche contro l'organizzazione che prima lo aveva aiutato anche perché essi temono che alla fine Kazuki possa diventare proprio come quell'essere.

## Personaggi

Kazuki Muto con la sua arma alchemica in una scena del primo episodio dell'anime

## Terminologia
- Armi Alchemiche (武装錬金?, Busō Renkin)

Sono congegni che si attivano con la volontà animati dall'alchimia e possono assumere diverse forme. Sono le uniche armi valide contro gli Homunculus, creature nate dallo studio sulla vita artificiale che minacciano i protagonisti della serie. Per attivarle è necessario che il guerriero possieda almeno un kakugane.
- Kakugane (核鉄?, Kakugane)

Medaglioni di forma esagonale usati dai guerrieri alchemici per creare e materializzare le armi alchemiche, sono insieme agli Homunculus le uniche forme di alchimia che hanno avuto successo. Sul davanti presentano il classico simbolo alchemico dell'amalgama, dietro un numero romano che rappresenta il numero di serie del Kakugane.
- Homunculus (ホムンクルス?, Homunkurusu)

Sono una razza di creature artificiali, create con l'alchimia, che si sostengono quasi esclusivamente divorando esseri umani. Possono essere di tipo animale, pianta o umano.

## Anime

### Episodi
| Nº | Titolo italiano (traduzione letterale) Giapponese 「Kanji」 - Rōmaji                                      | In onda          | In onda |
| Nº | Titolo italiano (traduzione letterale) Giapponese 「Kanji」 - Rōmaji                                      | Giapponese       |         |
| 1  | Una nuova vita 「新しい命」 - Atarashii inochi                                                            | 5 ottobre 2006   |         |
| 2  | La forma degli Homunculus 「ホムンクルスの正体」 - Homunkurusu no shōtai                                  | 11 ottobre 2006  |         |
| 3  | Sei diventato un po' più forte 「キミは少し強くなった」 - Kimi wa sukoshi tsuyoku natta                   | 18 ottobre 2006  |         |
| 4  | Un'altra nuova vita 「もう一つの新しい命」 - Mō hitotsu no atarashii inochi                               | 25 ottobre 2006  |         |
| 5  | Per il bene della persona che desideri proteggere 「守るべき人のために」 - Mamoru beki hito no tame ni    | 1º novembre 2006 |         |
| 6  | La Farfalla della Morte Nera 「黒死の蝶」 - Kokushi no chō                                                | 8 novembre 2006  |         |
| 7  | Se pensi di essere un ipocrita 「もし君が偽善と疑うのなら」 - Moshi kimi ga gizen to utagau no nara       | 15 novembre 2006 |         |
| 8  | Notte nel dormitorio 「寄宿舎の夜」 - Kishukusha no yoru                                                  | 22 novembre 2006 |         |
| 9  | I gemelli Hayasaka 「早坂姉弟」 - Hayasaka kyōdai                                                         | 29 novembre 2006 |         |
| 10 | Io e te andiamo abbastanza d'accordo 「君と俺は相性がいい」 - Kimi to ore wa aishō ga ii                  | 6 dicembre 2006  |         |
| 11 | Affinché morte non ci separi 「死が二人を別つまで」 - Shi ga futari o wakatsu made                        | 13 dicembre 2006 |         |
| 12 | Carnevale 「カーニバル」 - Kaanibaru                                                                      | 20 dicembre 2006 |         |
| 13 | I movimenti della morte 「死の胎動」 - Shi no taidō                                                       | 27 dicembre 2006 |         |
| 14 | Chi sei? 「キミは誰だ?」 - Kimi wa dare da?                                                               | 27 dicembre 2006 |         |
| 15 | Un'esistenza intermedia 「中間の存在」 - Chūkan no sonzai                                                 | 10 gennaio 2007  |         |
| 16 | Un nuovo potere 「新たなる力」 - Arata naru chikara                                                       | 17 gennaio 2007  |         |
| 17 | Quando cala la notte 「夜が明けたら」 - Yoru ga ake tara                                                  | 24 gennaio 2007  |         |
| 18 | La fuga 「逃避行」 - Tōhikō                                                                               | 31 gennaio 2007  |         |
| 19 | Se posso proteggerti... 「君さえ守れれば」 - Kimi sae mamorere ba                                         | 7 febbraio 2007  |         |
| 20 | Con forza e potere 「想いと力を込めて」 - Omoi to chikara o kome te                                       | 14 febbraio 2007 |         |
| 21 | Gone into the Flame                                                                                       | 21 febbraio 2007 |         |
| 22 | Una decisione cruciale 「決断を要す」 - Ketsudan o yōsu                                                   | 28 febbraio 2007 |         |
| 23 | Boy meets Battle Girl                                                                                     | 7 marzo 2007     |         |
| 24 | Quando morirai, morirò anch'io 「キミが死ぬ時が私が死ぬ時」 - Kimi ga shinu toki ga watashi ga shinu toki | 14 marzo 2007    |         |
| 25 | Insostituibile 「代わりなどいない」 - Kawari nado inai                                                    | 21 marzo 2007    |         |
| 26 | Period 「ピリオド」 - Piriodo                                                                             | 29 marzo 2007    |         |

### Sigle
Sigla d'apertura
- Makka na Chikai (lett. "Giuramento scarlatto") di Yoshiki Fukuyama (episodi 2-26)

Sigle di chiusura
- Hoshi Akari (lett. "Luce stellare") delle Jyukai (episodi 1-14 e episodio 26)
- Itoshiki Sekai (lett. "L'amabile mondo") di Aya Kagami (episodi 15-25)

## Videogiochi
Il 28 giugno 2007 è stato messo in commercio un videogioco, per la console PlayStation 2, dal titolo Buso Renkin: Yokosu Papillon Park e.